# Legnickie Pole
Legnickie Pole (tedesco Wahlstatt) è un comune rurale polacco del distretto di Legnica, nel voivodato della Bassa Slesia.
Ricopre una superficie di 85,37 km² e nel 2004 contava 4 944 abitanti.

## Monumenti e luoghi d'interesse
È famosa per la sua grande Abbazia benedettina, la cui barocca chiesa di sant'Edvige, è opera del grande architetto Kilian Ignaz Dientzenhofer che la costruì fra il 1723 e il 1738.